# Atherinella starksi
Atherinella starksi е вид лъчеперка от семейство Atherinopsidae. Видът не е застрашен от изчезване.

## Разпространение и местообитание
Разпространен е в Еквадор, Колумбия, Коста Рика, Никарагуа и Панама.
Среща се на дълбочина от 0,5 до 8 m.

## Описание
На дължина достигат до 11 cm.